# Sprawiedliwi (serial telewizyjny 1990)
Sprawiedliwi (ang. Equal Justice, 1990–1991) – amerykański serial obyczajowy stworzony przez Thomasa Cartera, Christophera Knopfa i Davida A. Simonsa.
Światowa premiera serialu miała miejsce 27 marca 1990 roku na kanale ABC. Ostatni odcinek został wyemitowany 3 lipca 1991 roku. W Polsce serial nadawany był dawniej w telewizji TVN.

## Obsada
- George DiCenzo jako Arnold Bach
- Cotter Smith jako Eugene Rogan
- Kathleen Lloyd jako Jesse Rogan
- Jane Kaczmarek jako Linda Bauer
- Joe Morton jako Michael James
- Sarah Jessica Parker jako Jo Ann Harris
- Barry Miller jako Pete Brigman
- Debrah Farentino jako Julie Janovich
- James Wilder jako Christopher Searls
- Jon Tenney jako Peter Bauer

## Spis odcinków
| N/o            | Tytuł angielski               |
| -------------- | ----------------------------- |
|                |                               |
| SERIA PIERWSZA |                               |
|                |                               |
| 01             | Pilot                         |
| 02             | Pilot                         |
|                |                               |
| 03             | Balancing Act                 |
|                |                               |
| 04             | A Sucker's Bet                |
|                |                               |
| 05             | The Art of the Possible       |
|                |                               |
| 06             | Start of the Fire             |
|                |                               |
| 07             | Promises to Keep              |
|                |                               |
| 08             | The Price of Justice          |
|                |                               |
| 09             | Goodbye, Judge Green          |
|                |                               |
| 10             | False Images                  |
|                |                               |
| 11             | Sugar Blues                   |
|                |                               |
| 12             | Curses                        |
|                |                               |
| 13             | Cop's Story                   |
|                |                               |
| 14             | Separate Lives                |
|                |                               |
| SERIA DRUGA    |                               |
|                |                               |
| 15             | Sleeping with the Enemy       |
|                |                               |
| 16             | End Game                      |
|                |                               |
| 17             | Courting Disaster             |
|                |                               |
| 18             | In Confidence                 |
|                |                               |
| 19             | Do No Harm                    |
|                |                               |
| 20             | The Big Game and Other Crimes |
|                |                               |
| 21             | Part of the Plan              |
|                |                               |
| 22             | Who Speaks for the Children?  |
|                |                               |
| 23             | Do the Wrong Thing            |
|                |                               |
| 24             | Without Prejudice             |
|                |                               |
| 25             | Opening Farewell              |
|                |                               |
| 26             | What Color are My Eyes?       |
|                |                               |
| 27             | The Devil His Due             |
|                |                               |

## Nagrody
- W 1990 roku odcinek Promises to Keep zwyciężył w kategorii Emmy Award for Outstanding Directing in a Drama Series.
- W 1991 roku odcinek In Confidence zwyciężył w kategorii Emmy Award for Outstanding Directing in a Drama Series.[1]